# Comté de Wirt
Le comté de Wirt est un comté des États-Unis situé dans l’État de Virginie-Occidentale. En 2000, la population était de 5 873 habitants. Son siège est Elizabeth.

## Principales villes
- Elizabeth